# Adam Olczak
Adam Olczak (ur. 2 kwietnia 1970 w Chełmie) – polski piłkarz, występujący na pozycji obrońcy lub pomocnika.

## Życiorys
Seniorską karierę rozpoczynał w Podlesiance Katowice, a następnie występował w Górniku Pszów. W sezonie 1992/1993 był piłkarzem francuskiego CS Avion. Następnie przeszedł do Górnika Lędziny, z którym w 1994 roku wywalczył awans do III ligi.
W 1997 roku został zawodnikiem GKS Katowice. W I lidze zadebiutował 9 sierpnia w wygranym 4:0 spotkaniu z Wisłą Kraków. W GKS występował do 2000 roku, rozgrywając w jego barwach 36 meczów w I lidze. W sezonie 2001/2002 reprezentował KS Myszków. Następnie grał jeszcze w Rozwoju Katowice, Podlesiance i GTS Bojszowy, po czym zakończył karierę.

## Statystyki ligowe
| Sezon         | Klub         | Liga    | Mecze | Gole |
| ------------- | ------------ | ------- | ----- | ---- |
| 1991/1992     | Górnik Pszów | II liga | 17    | 0    |
| 1997/1998     | GKS Katowice | I liga  | 32    | 1    |
| 1998/1999 (j) | GKS Katowice | I liga  | 3     | 0    |
| 1999/2000 (j) | GKS Katowice | II liga | 18    | 2    |
| 2000/2001 (j) | GKS Katowice | I liga  | 1     | 0    |
| 2001/2002     | KS Myszków   | II liga | 18    | 1    |